# Львівський будинок органної і камерної музики
Академічний Буди́нок орга́нної та ка́мерної му́зики у Львові — заклад культури, заснований у 1960-х роках та розташований на вулиці Бандери, 8.

## Історія
Будівлю теперішнього Львівського Органного Залу (колишнього римо-католицького костелу святої Марії Магдалени) було побудовано між 1600 й 1612 роками ченцями-домініканцями за межами міських укріплень, на місці старого дерев'яного храму, фундаторкою якого була Анна Пстроконська гербу Папарона. Авторами проекту були архітектори Войцех Келар й Мартин Годний. Будівництво закінчено 1635 року.
Пам'ятка неодноразово зазнавала спустошень. У 1648 році монастирські укріплення, як і прилеглий шпиталь святого Лазаря, захопили війська Богдана Хмельницького, а в другій половині XVII століття церква постраждала від пожежі.
У 1754—1758 році церкву розширив і перебудував архітектор Мартин Урбанік: змінено фасади, добудовано вежі. Перед 1764 роком дві камінні статуї святих Домініка та Гіацинта на фасаді храму виконав Себастьян Фесінґер.
Після «йозефінської касати» 1783 року храм став парафіяльним, в монастирі влаштували жіночу в'язницю, яка перестала діяти 1922 року.
Сучасного вигляду будівля отримала 1870 року. У наш час споруда є тринавною шестистовпною базилікою з витягнутим хором і гранчастою апсидою, перекритими хрестовими склепіннями. Прості площини бічних фасадів, ритмічно розчленовані рядом високих вікон, відтінюють насичений декоративними елементами головний фасад. Традиції ренесансу поєднуються з рисами стилю бароко («шоломи» на вежах поставили наприкінці ХІХ ст.).
У 1920-х роках монастир реставровано під керівництвом професора політехніки Владислава Клімчака. Проведено адаптацію для потреб політехніки. У 1932 році тут було встановлено виготовлений у Чехії орган фірми «Gebrüder Rieger» (opus 2565), найбільший на території України.
У радянський період, від 1962 року, у будинку певний час містився спортивний зал.
У 1960-х роках будівлю пристосовано під органний зал Львівської консерваторії ім. Миколи Лисенка.
Польський скульптор Станіслав Роман Левандовський виготовив пам'ятник польського ученого, графа Станіслава Борковського-Дуніна.

## Теперішній час
З 2017 року Іван Остапович і Тарас Демко очолюють Львівський будинок органної та камерної музики. Відтоді міський осередок класики отримав друге дихання і перетворюється на сучасний культурний хаб. Тут відбуваються концерти і лекції про музику, працює художня галерея, а під шаром радянської побілки віднайдено цінну фреску  (художник Ян Генрик Розен). Львівський органний зал — один з ключових концертних залів Львова, що може вміщувати до 400 слухачів. Це концертний зал, орієнтований на багатожанровість і різноманіття, на універсальність концертних програм.

## Орган
Орган було урочисто відкрито 5 червня 1933 року. Його виготовила органобудівнича компанія  “Gebrüder Rieger”. До початку Другої світової війни у Львові налічувалося 40 органів та 5 органних майстерень. Сьогодні органів у Львові лише чотири.
Інструмент у Львівському органному залі — один із них. Після реставрації органа чеською фірмою “Rieger-Kloss” у 1960-х роках орган отримав нові концертні можливості, ставши одним з найбільших у Східній Європі.
Орган має 60 регістрів та майже 5 тисяч труб, три мануали. Особливістю інструменту є так званий Fernwerk — 12-регістровий орган, що знаходиться в протилежному кінці зали (і є фактично четвертим мануалом). Станом на 2020 рік, четвертий мануал не є функціонуючим, але керівництво органного залу планує у найближчому майбутньому відновити Fernwerk.
З 2010 року в Органному залі проводиться щорічний “Львівський міжнародний органний фестиваль”, гостями якого стають найкращі органісти України та світу.
За органом грали такі відомі органісти як Ула Кріґул, Бернар Струбер, Йоганн Труммер, Жан-Марі Лєруа, Ольга Дмитренко, Деніс Вілке, Стефан Доннер, Томас Меллан, Міхал Шостак, Ліга Деюс, Міхаел Ґріль, Йозеф Кратохвіл, Едмунд Боріц-Андлер, Володимир Кошуба, Петро Сухоцький, Валерія Балаховська, Наталія Молдаван, Станіслав Калінін, Ольга Жукова, Надія Величко, Ольга Чундак та багато інших.

## Фрески
Унікальні розписи, автором яких є відомий художник ХХ століття Ян Генрік Розен, були відкриті після забуття у 2019 році. Їх датують 1931 роком. Це третє „розенівське“ місце у Львові.
За радянських часів фрески замурували, а приміщення, де вони знаходилися, перетворили на туалети. Зондування стін у вбиральнях показало, що під шарами вапна, фарби та плитки приховані розписи.
Реставраційні роботи проводила українсько-польська група реставраторів. Сьогодні розписи Розена відкриті для огляду.

## Галерея
Галерея Львівського органного залу — це унікальне місце, що демонструє синергію різних видів мистецтв. Щомісяця відбувається зміна експозиції  — живопис, фотомистецтво, історичні документи та навіть колекції метеликів. Також, експозиції доповнюються іншими перформансами Органного залу.
Єдиний критерій відбору проєктів для експозиції в Галереї органного залу — висока мистецька якість. Щомісяця Органний зал відвідує понад десять тисяч людей

## Діяльність
Львівський органний зал впроваджує в життя стратегію співпраці концертного залу та композиторів. Особливу увагу команда Львівського органного залу приділяє поліпшенню фонду української класичної музики та підтримки відносин з митцями. Першою мисткинею в цьому напрямку стала Богдана Фроляк, композиторка, авторка симфонічних, хорових, та камерних творів, лауреатка премії ім. Тараса Шевченка.
28 лютого о 19:00 у Львівському академічному будинку органної та камерної музики відбудеться світова премʼєра Симфонії  [[Олександр Родін|Олександра Родіна]]  під назвою “Романтична”. Твір, написаний на замовлення Львівського органного залу, виконає симфонічний оркестр Луганської обласної філармонії під дириґуванням Івана Остаповича. Концерт записуватиме Радіо Культура.

## Світлини

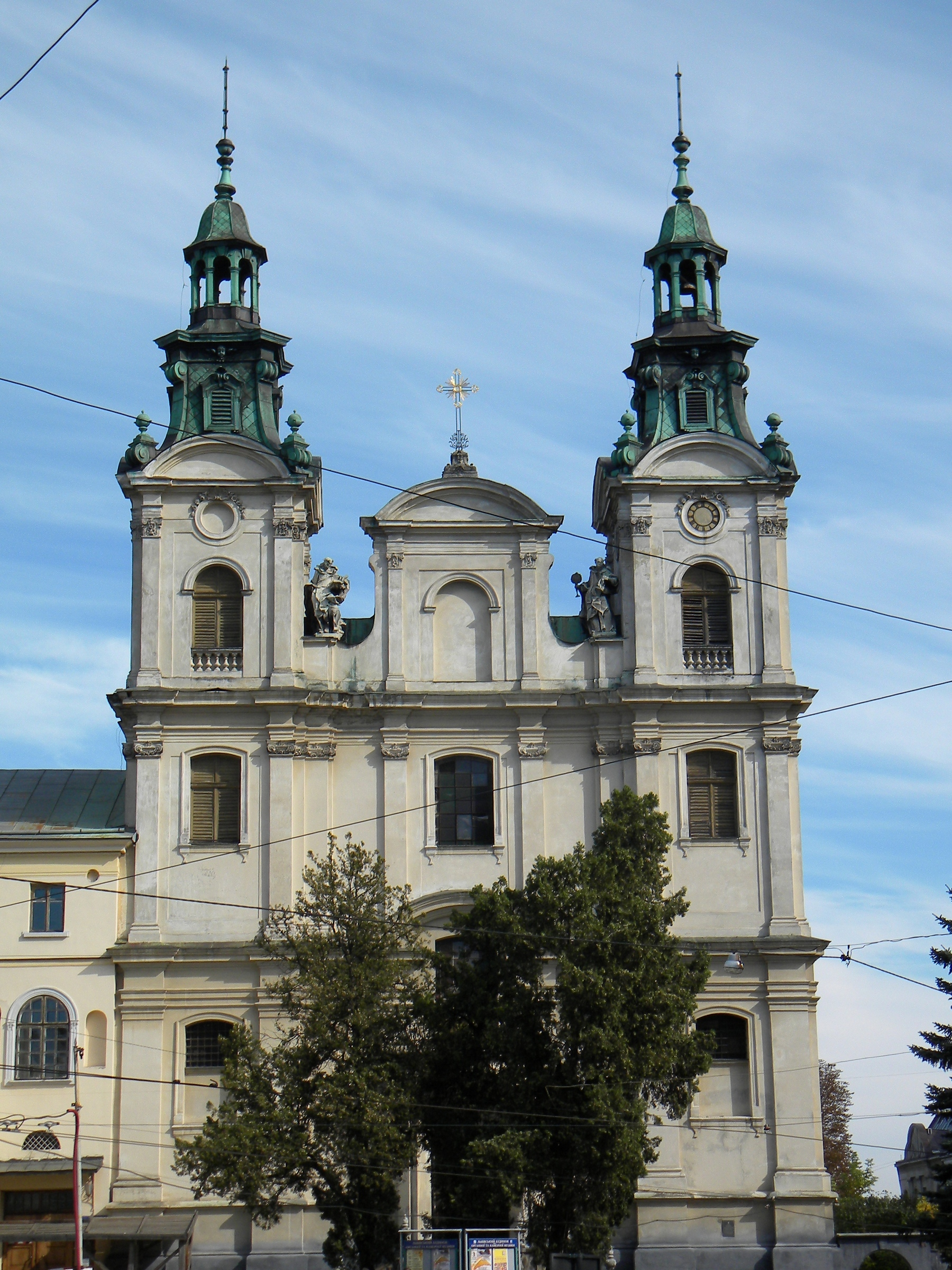
Головний фасад будівлі
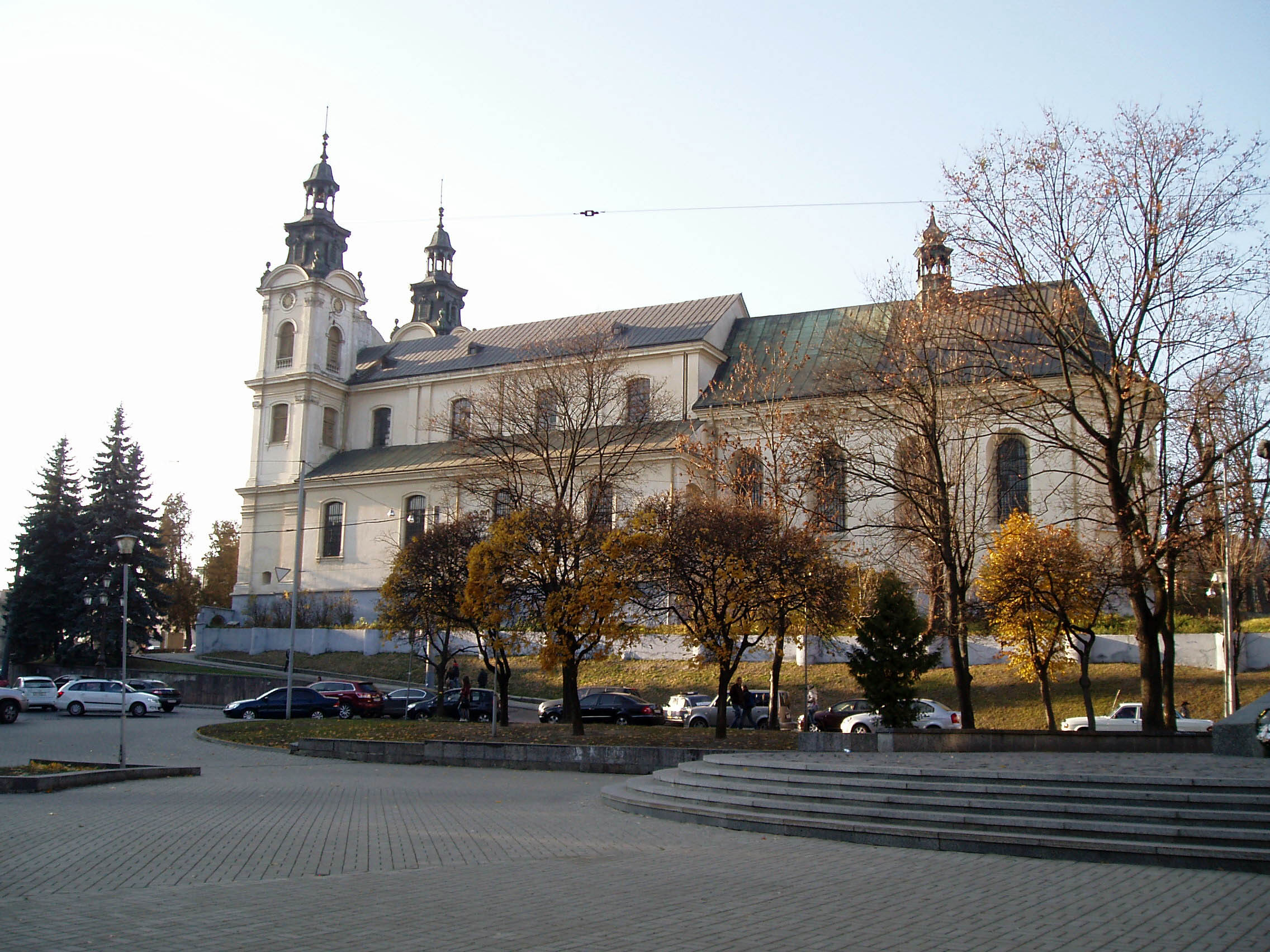
Вигляд з площі Шашкевича
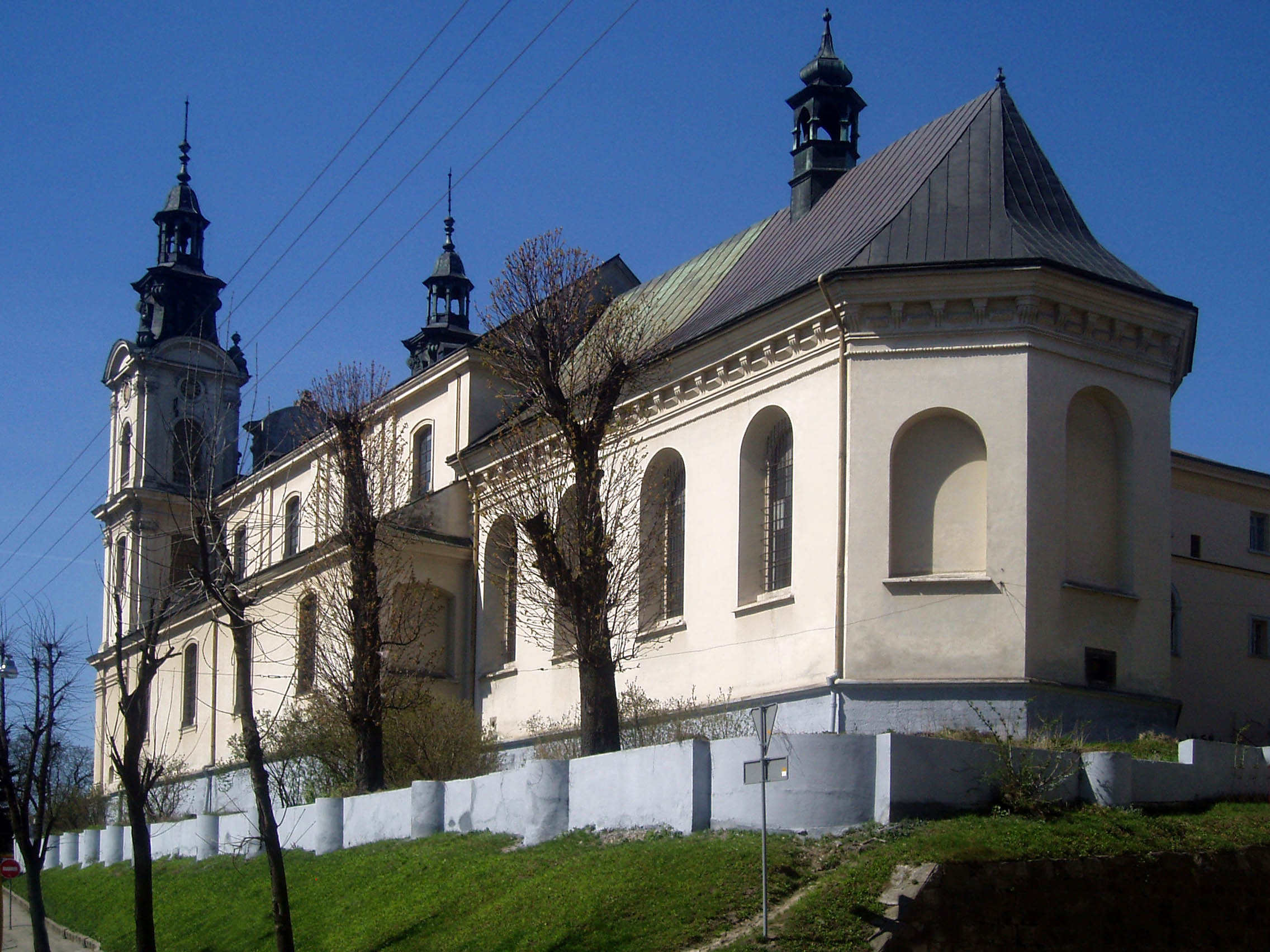
Органний зал

## Публікації
- 3D панорама залу Будинку органної та камерної музики [Архівовано 21 вересня 2013 у Wayback Machine.]
- Органи Львова [Архівовано 6 липня 2008 у Wayback Machine.]
- Organ Lviv Post, Перша львівська газета про Органний зал, січень 2024.